# Яманака Сін'я
Ямана́ка Сі́н'я (яп. 山中伸弥, やまなかしんや, МФА: [jamanaka ɕinja]; нар. 4 вересня 1962) — японський науковець, професор Інституту передових медичних наук в Кіотському університеті. Директор Центру з дослідження та застосування iPS-клітин (Center for iPS Cell Research and Application (CiRA) ) цього університету, провідний дослідник Інституту серцево-судинних захворювань Гладстона, Сан-Франциско. Лауреат Нобелівської премії з фізіології або медицини 2012 року (разом з Джоном Гердоном) «за праці в галузі біології розвитку та отримання індукованих стовбурових клітин».

## Біографія
- 4 вересня 1962 — народився в місті Хіґасі-Осака префектури Осака.
- 1980–1987 — отримав вищу медичну освіту в Університеті Кобе, Кобе, Японія.
- 1987–1993 — захистив докторську дисертацію в галузі фармакології у Вищій школі Міського Університету Осаки, Осака, Японія. після захисту Яманака вирішив продовжити наукові дослідження в США.
- 1993–1996 — працював в Інституті серцево-судинних захворювань Гладстона, Сан-Франциско. Там вивчав функції продукту гена c-Myc за допомогою специфічних ліній нокаутував мишей.
- 1996–1999 — професор-асистент в Медичній школі Університету Осаки
- 1999–2005 — професор Інституту науки та технологій Нара — саме тут Яманака почав зосереджувати свої дослідження на механізми, що обумовлюють унікальні властивості ембріональних стовбурових клітин.
- З 2005 року до сьогодні — професор Інституту передових медичних наук в Кіото, де і почав проводити перші експерименти з індукції плюрипотентності в соматичних клітинах.

## Основні наукові досягнення
- 2003 — визначив найважливішу роль транскрипційного фактора Nanog у підтримці плюрипотентності в ембріональних стовбурових клітин миші[3]
- 2004 — виявив роль mTOR в самовідновленні ембріональних стовбурових клітин миші[4]
- 2006 — уперше в світі отримав індуковані плюрипотентні стовбурові клітини миші[5]
- 2007 — отримав повністю епігенетично перепрограмовані ІПС-клітини[6]
- 2007 — вперше в світі отримав ІПС-клітини людини (одночасно з Томсоном)[7]
- 2008 — отримав ІПС-клітини без використання вірусних векторів, які інтегруються в ДНК[8]

## Публікації
- Takahashi, K., Yamanaka, S.: Induction of pluripotent stem cells from mouse embryonic and adult fibroblast cultures by defined factors. In: Cell. Band 126, 2006, S. 663–676.

## Нагороди та визнання
- 2007: Осакська наукова премія[ja]
- 2007: Премія Майенбург[en]
- 2007: Премія Асахі[en], «For development and verification of a new method to generate pluripotent stem cells»[9]
- 2008: Премія Вейхара[ja]
- 2008: Медаль Пошани з пурпурової стрічкою
- 2008: Премія Розенстіла[en] (спільно з Джоном Гердоном та Ірвінгом Вайсманом[en] «For their pioneering work in the field of stem cell research.»
- 2008: Премія Мессрі[en]
- 2008: Премія газети «Тюніті»[ja]
- 2008: Премія Шао (спільно з Вілмут[en] та Кемпбелл[en]«За їх недавні кардинальні інновації в галузі поводження диференціації клітин ссавців, що просувають наші знання в біології розвитку.»[10][11]
- 2008: Премія Роберта Коха[en]
- 2009: Премія Альберта Ласкера за фундаментальні медичні дослідження (спільно з Джоном Гердоном) «For discoveries concerning nuclear reprogramming, the process that instructs specialized adult cells to form early stem cells — creating the potential to become any type of mature cell for experimental or therapeutic purposes.»[12]
- 2009: Міжнародна премія Гайрднера, «For his demonstration that the key transcription factors which specify pluripotency may become reprogrammed somatic cells to pluripotent stem cells.»[13]
- 2010: Заслужений діяч культури[en]
- 2010: Премія Японської академії наук[en] та Імператорська премія Японської академії наук[en]
- 2010: Премія Бальцана
- 2010: BBVA Foundation Frontiers of Knowledge Awards
- 2010: Премія Кіото[14]
- 2010: March of Dimes Prize in Developmental Biology[en]? «For research on how certain master genes and protein signals regulate formation and growth of organs such as the brain and limbs during embryonic and fetal development.»[15]
- 2011: Премія Вольфа з медицини ( спільно з Рудольфом Йєнішем[en]), «For the generation of induced pluripotent stem cells (iPS cells) from skin cells (SY) and demonstration that iPS cells can be used to cure genetic disease in a mammal, thus establishing their therapeutic potential (RJ).»
- 2011: Міжнародна премія короля Фейсала
- 2011: Премія медичного центру Олбані[en]
- 2011: Warren Triennial Prize, Massachusetts General Hospital
- 2011: McEwen Award for Innovation
- 2012: Орден Культури[en]
- 2012: Технологічна премія тисячоліття, Фінляндія[16].
- 2012: Нобелівська премія з фізіології або медицини
- 2013: член Американської академії наук
- 2013: Премії за прорив в науках про життя — за створення індукованих стовбурових клітин[17].
- 2013: член Папської академії наук[18]
- 2014: UCSF 150th Anniversary Alumni Excellence Awards[19]
- 2016: почесний емеріт професор Хіросімського університету
- 2016: член Французької академії наук
- 2017: член Папської академії життя[en]